# Rio Jucu Braço Norte
Rio Jucu Braço Norte är ett vattendrag i Brasilien.   Det ligger i delstaten Espírito Santo, i den sydöstra delen av landet, 900 km sydost om huvudstaden Brasília.
Omgivningen kring Rio Jucu Braço Norte är huvudsakligen savann. Området är  glesbefolkat, med 15 invånare per kvadratkilometer.